# Vands damptryk
 Der er for få eller ingen kildehenvisninger i denne artikel, hvilket er et problem. Du kan hjælpe ved at angive troværdige kilder til de påstande, som fremføres i artiklen.

Vands damptryk er en angivelse af ved hvilket tryk ved forskellige temperaturer, at vand fordamper.
Ved 1 atmosfærisk tryk = 1.013 hPa (hektopascal), sker det ved 100 °C.
Ved temperaturer under 0,1 °C – det såkaldte triplepunkt – sker der en direkte omdannelse mellem is og damp udenom væskeformen.

## Beregning af mætningskurven
Mætningskurven beregnes således, hvor t er lig med temperaturen:
{\displaystyle Mp=6,1\cdot eksp{\frac {17,154259\cdot t}{235+t}}hPa}

### Eksempel 1
Eksempel: Ved stuetemperatur, 21 °C er mætningstrykket for damp = 24,9 hPa.
Den røde kurve på skitsen er der hvor der er den maksimale mængde vand på gasform ved en givet temperatur.
Ud fra hvor meget vand, der reelt er i luften, kan man så beregne den relative fugtighed, der kan aflæses på et hygrometer.
Når temperaturen falder, vil den relative fugtighed stige, idet den absolute fugtighed er den samme, men mætningstrykket falder.
Når den relative fugtighed når 100 %, er dugpunktet nået. Dampen omdannes til vand og falder til jorden.
Den relative fugtighed beregnes således, hvor p er det aktuelle damptryk (partialtrykket):
{\displaystyle Fr={\frac {p\cdot 100}{Mp}}} %

### Eksempel 2
Eksempel: Ved temperaturen 21 °C aflæses den relative fugtighed på hygrometeret i stuen til 65 %, så er damptrykket = 16,2 hPa.
Dugpunktet d beregnes således via en mellemberegning m:
{\displaystyle m=0,434292289\cdot LN{\frac {p}{6,1}}}
{\displaystyle d={\frac {235\cdot m}{7,45-m}}} °C
I eksemplet med 65% relativ fugtighed ved 21 °C nås dugpunktet ved 14,18 °C.

## Beregning af den absolutte fugtighed
Den absolute fugtighed beregnes således:
{\displaystyle Fa={\frac {216,7\cdot p}{273,15+t}}} g/m³
I eksemplet bliver det til 11,93 gram damp pr. kubikmeter; og det er ens både ved stuetemperaturen og ved dugpunktet.